# 运算模型
运算模型（英語：Computational model）是运算科学中的一个数学模型，它使用大量的运算資源来用计算机模拟研究一个复杂系统的行为。被研究的系统通常是一个复杂的非線性系统，这种系统不易取得简单、直观的解析解。相比于推导数学分析来解决问题，它是通过在计算机中调整系统参数并研究实验结果的差异来完成模型。模型的操作理论可以从这些实验来推断/推导。
常见的运算模型有天气预报模型、地球模拟器模型、飛行模擬器模型、分子蛋白质折叠模型和神经网络模型。